# Mongoloraphidia (Hissaroraphidia) kelidotocephala
Mongoloraphidia (Hissaroraphidia) kelidotocephala is een kameelhalsvliegensoort uit de familie van de Raphidiidae. De soort komt voor in Kazachstan.
Mongoloraphidia (Hissaroraphidia) kelidotocephala werd voor het eerst wetenschappelijk beschreven door U. Aspöck & H. Aspöck in 1991.